# Kasteel Eetveld
Het kasteel Eetveld is een kasteel in de tot de Vlaams-Brabantse gemeente Zemst behorende plaats Eppegem, gelegen aan de Baron de Royedreef 3.

## Geschiedenis
Het kasteel werd iets voor 1820 gebouwd en was een neoclassicistisch bouwwerk, dat echter in 1914 door de Duitse bezetter in brand werd gestoken. In 1930 werd een kleiner eclectisch kasteeltje, feitelijk een villa, gebouwd in opdracht van Léon de Meester de Betzenbroeck, de toenmalige eigenaar.
De villa wordt omringd door een park met vijver.